# جیم روت
جیمز دونالد روت (به انگلیسی: James Donald Root) (زاده ۲ اکتبر ۱۹۷۱) دهم مهر ۱۳۵۰ که اغلب با شماره ۴# شناخته می‌شود یک موسیقیدان آمریکایی است. وی بیشتر به عنوان گیتاریست گروه اسلیپ‌نات و گیتار لید و همخوان گروه استون سور مشهور است. او آخرین عضوی بود که پیش از اولین آلبوم رسمی اسلیپ‌نات در ژانویه ۱۹۹۹ به گروه اسلیپ‌نات پیوست.